# 麻疹疫苗强化免疫运动
麻疹疫苗强化免疫运动，是指中华人民共和国2010年所执行的麻疹疫苗强化免疫运动/活动。接种麻疹疫苗是适龄儿童预防麻疹最有效的方法，中华人民共和国自1965年至1998年依次使用液体剂型麻疹疫苗，儿童计划免疫，冻干麻疹疫苗并加速执行麻疹控制规划，让中国麻疹发病率持续下降，2006年起，西太平洋地区世界卫生组织提出本地区所有国家在2012年消灭麻疹的目标，根据《2006-2012年中国消除麻疹行动计划》和《2010-2012年全国消除麻疹行动方案》要求，中华人民共和国卫生部于2010年9月在全国范围开展适龄儿童麻疹疫苗强化免疫运动（a nationwide measles vaccination campaign），以实现将麻疹发病率控制在0.1/10万以下的目标。为更好的执行该疫苗强化免疫运动，中华人民共和国卫生部专家制定了《2010年全国麻疹疫苗强化免疫活动方案》，高效的在全国范围内推行。

## 目标人群
全国大部分地区目标人群为8月至4周岁儿童（2005年10月1日至2009年12月31日）儿童。其中，北京、上海、河南、黑龙江和广西年龄范围将扩大到8月至14周岁儿童（1995年10月1日至2009年12月31日）儿童，吉林、海南、青海则扩大到8月至6周岁儿童（2003年10月1日至2009年12月31日）儿童。在活动方案中描述，以上儿童中，凡无麻疹疫苗接种禁忌证者，均需接种1剂次麻疹疫苗。

## 结果
根据西太平洋地区世界卫生组织统计表显示，2009年至2012年中华人民共和国确诊麻疹发病率下降了88%，从2009年的52641人下降至6183人。为整个西太平洋地区的健康促进做出了巨大贡献。虽然中国这次强化免疫行动得到了世界卫生组织和其他卫生组织的大力支持和赞赏，但却因为舆论导向和谣言散播在一些公众中引起了不安和恐慌。

## 问题
1. 由于世界卫生组织的目标是将麻疹发病率控制在0.1/10万以下，但由于中华人民共和国在2009年的麻疹发病率大于等于30/100万，根据数据显示，麻疹病例中仍然有50%以上为小于8月龄和大于14岁的儿童，若麻疹强免行动能够完全避免8月至14岁的儿童发病，也只能将麻疹发病率降到1.5/10万，距离0.1/10万的消除麻疹标准还有很大的距离。造成的结果可能是：大部分适龄儿童因麻疹疫苗强化免疫运动接种了两次甚至是第三次疫苗，而剩下未接种疫苗的儿童仍然没有接种到麻疹疫苗的可能性很大。
2. 由于传染病儿童大多为流动人口，而居住环境差、营养不良、医疗得不到基本保障也是他们患病的主要社会因素，其中在流动人口密集的市城区内，全人群的麻疹发病率也明显高于其他区域。而这些流动人口往往是接种疫苗的盲区，导致了这些人群接种疫苗相对本地人口较易被忽视，与预期麻疹强化疫苗运动全覆盖的初衷会有所偏差。

中华人民共和国卫生部《2010年全国麻疹疫苗强化免疫活动方案》发布时间为2010年7月26日，接种时间为2010年9月，相隔仅1个多月的时间，如此大范围的公众健康公共运动在短时间内被通知，容易让适龄儿童的父母产生疑惑，全球范围内此类大范围公共活动往往会提前3-6个月通知，让适龄儿童父母充分了解麻疹强化疫苗的知识点后开展运动，故而，此次活动引发公众对预防接种安全性的质疑。